# Église Saint-Vincent de Ria
Pour les articles homonymes, voir église Saint-Vincent.
L'église Saint-Vincent de Ria (catalan : església de Sant Vicenç de Rià) est une église située à Ria-Sirach, dans le département français des Pyrénées-Orientales et la région Occitanie.
Construite au XIe siècle dans le style roman, elle est fortement remaniée aux XVIIe et XVIIIe siècles. Son clocher roman et son portail en marbre rose sont inscrits monuments historiques.
L'église est dédiée à saint Vincent sans plus de précisions, probablement le saint local Vincent de Collioure, martyr du IVe siècle vénéré dans le Roussillon et dont les reliques se trouvent à Collioure. Toutefois, ce dernier est souvent associé dans la région à saint Vincent de Saragosse, aussi martyr du IIIe et IVe siècles, et saint patron des vignerons.

## Situation
Ria est un village situé dans l'est des Pyrénées, sur la rive gauche du fleuve Têt, faisant face au village de Sirach sur l'autre rive. Les deux villages forment la commune de Ria-Sirach, dans le département français des Pyrénées-Orientales.
L'église Saint-Vincent est située dans le village de Ria, au milieu de maisons, à une altitude de 400 m environ. Seule sa façade occidentale est dégagée de constructions attenantes.

## Histoire
Une église à trois nefs et un clocher-tour sont construits au XIe siècle, voire avant. Même si Ria, sous la forme  d'une villa Arrianum est mentionné dès 864 , l'église n'apparait dans un texte qu'en 1134 (Sancti Vincentii de Arriano) lorsque l'évêque d'Elne la cède à l'abbé de l'abbaye Saint-Michel de Cuxa.
À l'exception du clocher, l'édifice est entièrement détruit pour laisser place à une nouvelle église au XVIIe siècle, modifiée à nouveau au XVIIIe siècle,.
Son clocher, de style roman, et les vantaux de son portail, sont inscrits monuments historiques en 1964.

## Architecture

### L'église
L'église prend la forme d'une croix latine irrégulière, les bras de cette croix étant formés d'une chapelle et de la partie basse du clocher. La partie centrale mesure environ 27,5 m de long pour 14,65 m de large.
La nef comporte des piliers cruciformes soutenant sa voûte cintrée et la séparant de collatéraux. Le plafond du collatéral sud est également cintré alors que celui du nord est plat. La nef est large de 5,73 m, le collatéral sud de 2,86 m et celui du nord de 2,45 m. 
On accède au chevet, également voûté, par un arc triomphal en plein cintre.

### Le portail

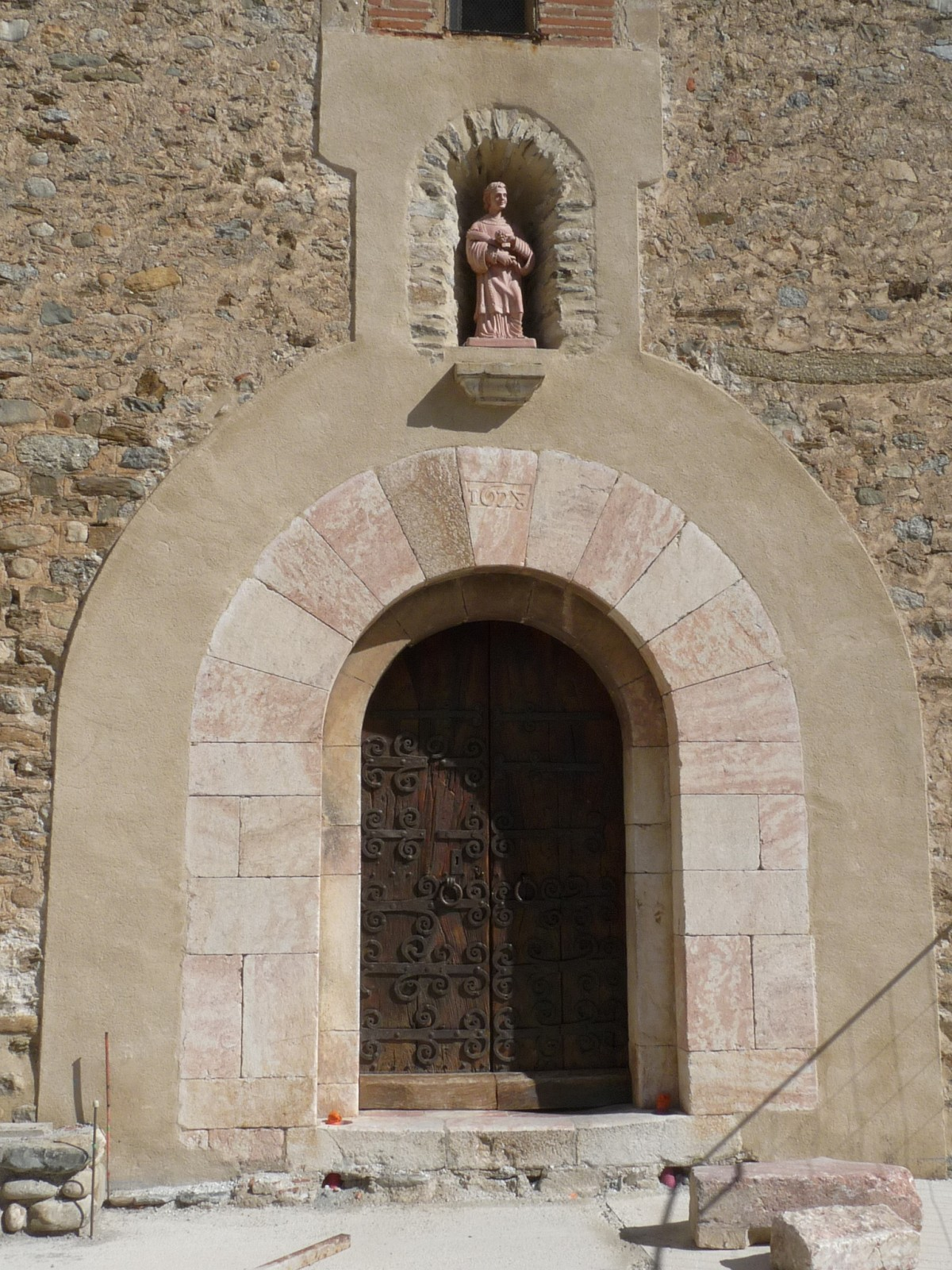
Portail de Saint-Vincent de Ria.

Le portail est, avec le clocher, l'un des deux éléments de l'église Saint-Vincent protégé au titre des monuments historiques. Il se trouve sur la façade occidentale, la seule dégagée de toute construction externe.
Le portail est constitué de deux rouleaux, c'est-à-dire de deux rangées de claveaux, datés du XIIe siècle pour le rouleau intérieur et de 1628 pour le deuxième. Ces claveaux sont en marbre rose.

### Le clocher

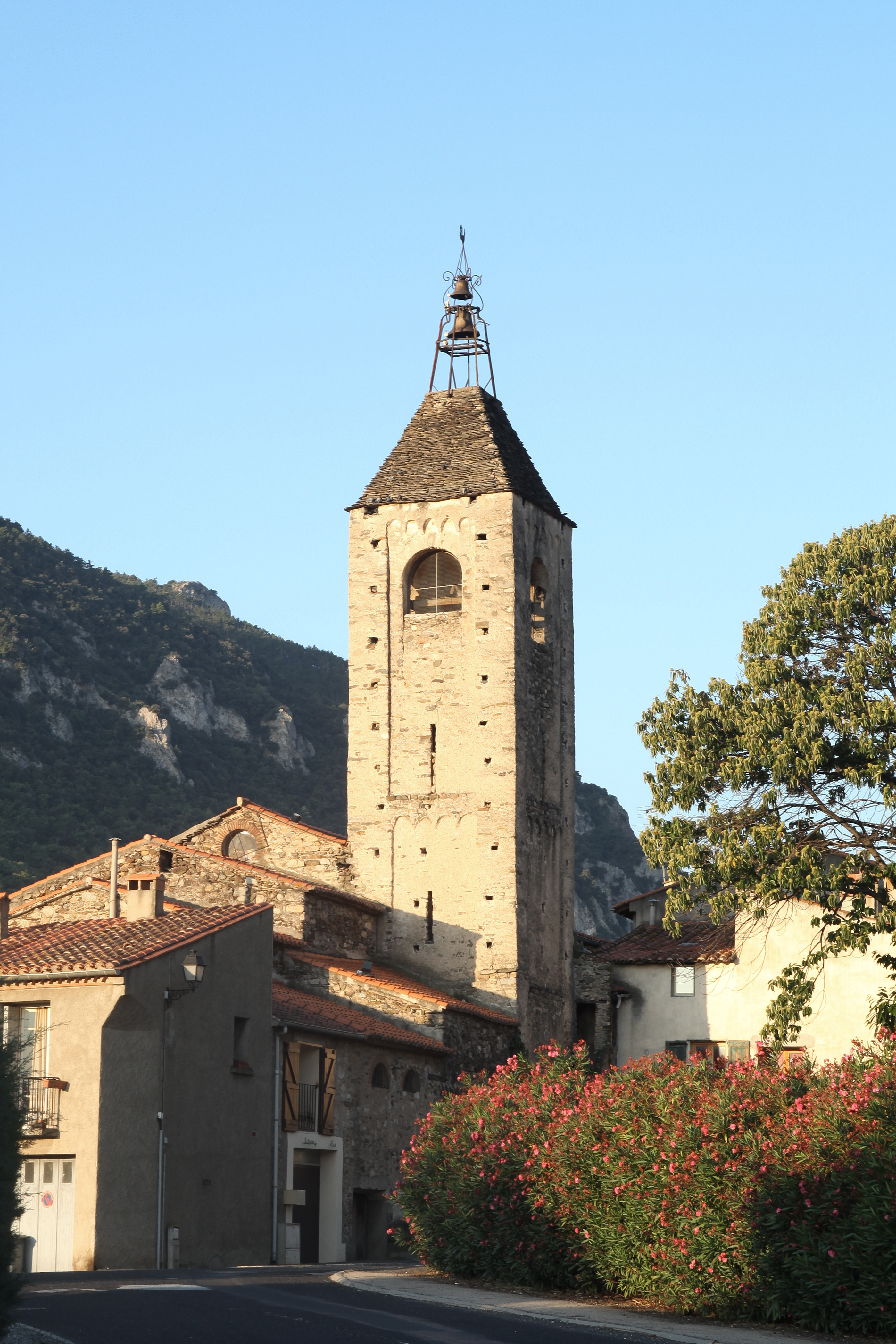
Clocher de Saint-Vincent de Ria.

Le clocher forme une tour de plan trapézoïdal presque carré de 5 m de côté, de 22 m de haut. Il se trouve au-dessus de l'église, côté nord.
La partie inférieure du clocher est constituée d'un mur de l'église et de trois arcs en plein cintre situés à l'intérieur du lieu de culte. La partie supérieure est accessible par un escalier extérieur longeant le mur nord de l'église. Elle est éclairée d'abord par des baies étroites à ébrasement intérieur, une sur chaque face, puis au-dessus par des baies très larges en plein cintre, l'ensemble est décoré d'arcatures lombardes. 
Le clocher est couvert d'un toit pyramidal en ardoise; contrairement à la plupart des clochers de là région, qui ont été dépouillés de leur toiture et crénelés entre les XIVe et XVIIe siècles, celui de Saint-Vincent de Ria a partiellement conservé sa flèche couverte en lauzes.